# NGC 5273
NGC 5273 este o seyfert 1 galaxy⁠(d) situată în constelația Câinii de Vânătoare. A fost descoperită în 1 mai 1785 de către William Herschel. Se află la o distanță de 16,6 megaparseci de Pământ.